# Leopoldo Conti
Leopoldo Conti (12. duben 1901, Milán Italské království – 14. leden 1970, Milán Itálie) byl italský fotbalový útočníka později i trenér.
Již od začátku své kariéry zůstal hrdým hráčem Interu. Za Nerazzurri odehrál 11 sezon a získal s ní dva tituly ligy (1919/20, 1929/30). Pomáhal ve fotbalové kariéře mladíkovi jménem Giuseppe Meazza. Kariéru ukončil v roce 1933 v klubu Pro Patria.
Za reprezentaci nastoupil do 31 utkání. První utkání odehrál 28. března 1920 proti Švýcarsku (3:0). Zahrál si na OH 1924 a stal se vítězem MP 1927-1930.
Po hráčské kariéře se stal trenérem, ale velkých úspěchů nezaznamenal, ale stal se nejmladším trenérem v historii ligy, který debutoval na lavičce během utkání Pro Patria-Juventus v pouhých 30 letech 8 měsíců a 5 dní, dne 20. září 1931.

## Hráčská statistika
| Sezóna  | Klub               | Liga         | Liga   | Liga | Ligové poháry | Ligové poháry | Ligové poháry | Kontinentální poháry | Kontinentální poháry | Kontinentální poháry | Celkem | Celkem |
| Sezóna  | Klub               | Soutěž       | Zápasy | Góly | Soutěž        | Zápasy        | Góly          | Soutěž               | Zápasy               | Góly                 | Zápasy | Góly   |
| ------- | ------------------ | ------------ | ------ | ---- | ------------- | ------------- | ------------- | -------------------- | -------------------- | -------------------- | ------ | ------ |
| 1919/20 | Inter              | 1. Kategorie | 21     | 7    | -             | 0             | 0             | -                    | 0                    | 0                    | 21     | 7      |
| 1920/21 | Padova             | 1. Kategorie | 15     | 6    | -             | 0             | 0             | -                    | 0                    | 0                    | 15     | 6      |
| 1921/22 | Inter + Ambrosiana | 1. Divize    | 0      | 0    | -             | 0             | 0             | -                    | 0                    | 0                    | 0      | 0      |
| 1922/23 | Inter + Ambrosiana | 1. Divize    | 22     | 10   | -             | 0             | 0             | -                    | 0                    | 0                    | 22     | 10     |
| 1923/24 | Inter + Ambrosiana | 1. Divize    | 20     | 8    | -             | 0             | 0             | -                    | 0                    | 0                    | 20     | 8      |
| 1924/25 | Inter + Ambrosiana | 1. Divize    | 20     | 6    | -             | 0             | 0             | -                    | 0                    | 0                    | 20     | 6      |
| 1925/26 | Inter + Ambrosiana | 1. Divize    | 22     | 13   | -             | 0             | 0             | -                    | 0                    | 0                    | 22     | 13     |
| 1926/27 | Inter + Ambrosiana | 1. Divize    | 28     | 2    | IP            | 1             | 2             | -                    | 0                    | 0                    | 29     | 4      |
| 1927/28 | Inter + Ambrosiana | 1. Divize    | 23     | 7    | -             | 0             | 0             | -                    | 0                    | 0                    | 23     | 7      |
| 1928/29 | Inter + Ambrosiana | 1. Divize    | 24     | 10   | -             | 0             | 0             | -                    | 0                    | 0                    | 24     | 10     |
| 1929/30 | Inter + Ambrosiana | Serie A      | 24     | 8    | -             | 0             | 0             | -                    | 0                    | 0                    | 24     | 8      |
| 1930/31 | Inter + Ambrosiana | Serie A      | 13     | 2    | -             | 0             | 0             | Stř.P                | 5                    | 1                    | 18     | 3      |
| 1931/32 | Pro Patria         | Serie A      | 21     | 2    | -             | 0             | 0             | -                    | 0                    | 0                    | 21     | 2      |
| 1932/33 | Pro Patria         | Serie A      | 16     | 0    | -             | 0             | 0             | -                    | 0                    | 0                    | 16     | 0      |
| Celkem  | Celkem             | Celkem       | 479    | 21   | -             | 6             | 0             | -                    | 3                    | 0                    | 488    | 21     |

## Hráčské úspěchy

### Klubové
- 2× vítěz italské ligy (1919/20, 1929/30)

### Reprezentační
- 1x na MP (1927-1930 - zlato)
- 1x na OH (1924)